# 郭炎
郭炎（1949年—），汉族，廣東大埔人，香港銀行家，曾任嘉華銀行董事長、中信资源控股公司董事长。
2008年，当选第十一届全国政协委员，代表特邀香港人士，分入第五十三组。并担任人口资源环境委员会副主任。